# Andrea Vendrame
Andrea Vendrame (Conegliano, 20 juli 1994) is een Italiaans wielrenner die sinds 2020 rijdt voor het Franse team AG2R La Mondiale, later AG2R-Citroën en vanaf 2024  Decathlon AG2R La Mondiale Team geheten.

## Carrière
In 2015 won Vendrame de Ronde van Belvedere en werd hij vijfde in zowel de Gran Premio delle Liberazione als de Giro del Medio Brenta. Daarnaast werd hij tiende in de GP Capodarco. In september 2016 sprintte hij achter Aljaksandr Raboesjenka en Bjorg Lambrecht naar de derde plaats op het Europese kampioenschap op de weg bij de beloften. Vervolgens werd hij vierde in de Coppa Sabatini, een Italiaanse 1.1-koers, en tweede in zowel de Ruota d'Oro als de Piccolo Ronde van Lombardije. Mede door deze resultaten kreeg hij bij Androni Giocattoli-Sidermec voor 2017 een profcontract aangeboden.
Na drie jaar bij Androni kwam hij in 2020 onder contract bij het Franse team AG2R La Mondiale, later AG2R-Citroën en vanaf 2024  Decathlon AG2R La Mondiale Team geheten. Als prof boekte hij in de periode 2017-2025 zeven zeges, naast zes etappezeges in  meerdaagse koersen -waaronder twee in de Ronde van Italië (2021, 2024)- de eendagskoers Tro Bro Léon.

## Overwinningen
2015
Ronde van Belvedere
2017
7e etappe Ronde van Bretagne
Bergklassement Vierdaagse van Duinkerke
2019
4e etappe Ronde van de Sarthe
Tro Bro Léon
2021
12e etappe Ronde van Italië
1e etappe Route d'Occitanie
Puntenklassement Route d'Occitanie
2024
19e etappe Ronde van Italië
2025
3e etappe Tirreno-Adriatico

## Resultaten in voornaamste wedstrijden
| Jaar | Ronde van Italië | Ronde van Frankrijk | Ronde van Spanje |
| ---- | ---------------- | ------------------- | ---------------- |
| 2017 |                  |                     |                  |
| 2018 | 90e              |                     |                  |
| 2019 | 55e              |                     |                  |
| 2020 | 50e              |                     |                  |
| 2021 | 50e (1)          |                     |                  |
| 2022 | 55e              |                     | opgave           |
| 2023 | opgave           |                     | 95e              |
| 2024 | 46e (1)          |                     |                  |
| 2025 | 35e              |                     |                  |

| Jaar | Milaan-San Remo | Ronde van Lombardije | Strade Bianche | Trofeo Laigueglia |
| ---- | --------------- | -------------------- | -------------- | ----------------- |
| 2017 |                 | opgave               | opgave         | 24e               |
| 2018 |                 |                      | opgave         | 41e               |
| 2019 |                 | opgave               |                | 56e               |
| 2020 | 11e             |                      | 20e            | 4e                |
| 2021 | 23e             |                      | 26e            | 8e                |
| 2022 | 30e             |                      | 17e            | 15e               |
| 2023 | 45e             |                      | opgave         | ↑                 |
| 2024 | 74e             | opgave               | 22e            | ↑                 |
| 2025 |                 |                      | 16e            |                   |

* Vendrame verliet de Ronde van Italië in 2023 na een positieve test op COVID-19.

## Ploegen
- 2014 –  Marchiol Emisfero
- 2017 –  Androni-Sidermec-Bottecchia
- 2018 –  Androni Giocattoli-Sidermec
- 2019 –  Androni Giocattoli-Sidermec
- 2020 –  AG2R La Mondiale
- 2021 –  AG2R-Citroën
- 2022 –  AG2R-Citroën
- 2023 –  AG2R-Citroën
- 2024 –  Decathlon AG2R La Mondiale Team
- 2025 –  Decathlon AG2R La Mondiale Team

Antonini · Bonusi · Cambianica · Cecchin · Filisetti · Franzoi · Lunardon · Nibali · Ocanha · Sedaboni · Vaccher · Vendrame · Zanardini · Borisavljević (stagiair)
Ballerini · Benfatto · Bernal · Bonusi · Cattaneo · D'Urbano · Mar. Frapporti · Mat. Frapporti · Gavazzi · Malucelli · Masnada · Pacioni · Palini · Rivera · Sosa · Spreafico · Taliani · Torres · Vendrame
Ballerini · Belletti · Benfatto · Bisolti · Bonusi · Cattaneo · Chirico · Mar. Frapporti · Mat. Frapporti · Gavazzi · Malucelli · Masnada · Rivera · Sosa · Spreafico · Torres · Vendrame · Lizde (stagiair) · Viel (stagiair)
Belletti · Benfatto · Bisolti · Busato · Cardona · Cattaneo · Fedrigo · Flórez · Mar. Frapporti · Mat. Frapporti · Gavazzi · Masnada · Montaguti · Muñoz · Pelucchi · Rivera · Rumac · Spreafico · Vendrame · Viel · Bais (stagiair) · Ravanelli (stagiair) · Venchiarutti (stagiair)
Bardet · Bidard · Bouchard · Champoussin (vanaf 1 april) · Cherel · Chevrier · Cosnefroy · Dillier · Domont · Duval · Frank · Gallopin · Gastauer · Geniez · Godon · Gougeard · Hänninen · Jauregui · Latour · L. Naesen · O. Naesen · Paret-Peintre · Peters · Tanfield · Vandenbergh · Vendrame · Venturini · Vuillermoz · Warbasse · Jullien (stagiair) · Reugel (stagiair) · Verger (stagiair)
Bidard · Bouchard · Calmejane · Champoussin · Cherel · Cosnefroy · Dewulf · Duval · Franktot en met 20 juni · Gallopin · Gastauer · Godon · Gougeard · Hänninen ·  Jullien · Jungels · L. Naesen · O. Naesen · O'Connor · Paret-Peintre · Peters · Prodhomme · Sarreau · Schär · Touzé · Van Avermaet · Van Hoecke · Vendrame · Venturini · Warbasse · Delphis (stagiair) · Lapeira (stagiair) · Retailleau (stagiair)
Berthet · Bouchard · Calmejane · Champoussin · Cherel · Cosnefroy · Dewulf · Gall · Godon · Hänninen ·  Jullien · Jungels · Lapeira · L. Naesen · O. Naesen · O'Connor · A. Paret-Peintre · V. Paret-Peintre · Peters · Prodhomme · Raugel · Retailleau (vanaf 1/8) · Sarreau · Schär · Touzé · Van Avermaet · Van Hoecke · Vendrame · Venturini · Warbasse · Delphis (stagiair) · Gautherat (stagiair) · Tronchon (stagiair)
Baudin · Berthet · Bonnamour · Bouchard · Cherel · Cosnefroy · Dewulf · Gall · Gautherat · Godon · Hänninen · Labrosse (Vanaf 1/8) ·  Lapeira · L. Naesen · O. Naesen · O'Connor · A. Paret-Peintre · V. Paret-Peintre · Peters · Prodhomme · Raugel · Retailleau · Sarreau · Schär · Touzé · Tronchon · Van Avermaet · Vendrame · Venturini · Warbasse · Chaussinand (stagiair) · Veistroffer (stagiair) · Verschuren (stagiair)
Armirail · Baudin · Bennett · Berthet · Boasson Hagen · Bonnamour (tot 25/3) · Bouchard · Cosnefroy · De Bondt · De Pestel · Dewulf · Gall · Gautherat · Godon · Hänninen · Labrosse · Lafay ·  Lapeira · Naesen · O'Connor · A. Paret-Peintre · V. Paret-Peintre · Peters · Pollefliet · Prodhomme · Retailleau · Touzé · Tronchon · Vendrame · Warbasse